# Čína na Letních olympijských hrách 1984
Čínu na Letních olympijských hrách v roce 1984 v americkém Los Angeles reprezentovala výprava 216 sportovců (132 mužů a 84 žen) v 19 sportech.

## Medailisté
| Medaile | Jméno | Sport                | Soutěž                                     |
| ------- | --- | -------------------- | ------------------------------------------ |
| Zlato   | Ma Yanhong | Sportovní gymnastika | Ženy bradla                                |
| Zlato   | Li Ning | Sportovní gymnastika | Muži prostná                               |
| Zlato   | Li Ning | Sportovní gymnastika | Muži kruhy                                 |
| Zlato   | Li Ning | Sportovní gymnastika | Muži kůň našíř                             |
| Zlato   | Lou Yun | Sportovní gymnastika | Muži přeskok                               |
| Zlato   | Lang Pching Liang Yan Zhu Ling Hou Yuzhu Yang Xilan Jiang Yingi Li Yanjun Yang Xiaojun Zheng Meizhu Zhang Rongfang                                    | Volejbal             | Turnaj žen                                 |
| Zlato   | Zeng Guoqiang | Vzpírání             | Muži do 52 kg                              |
| Zlato   | Wu Shude | Vzpírání             | Muži do 56 kg                              |
| Zlato   | Chen Weiqiang | Vzpírání             | Muži do 60 kg                              |
| Zlato   | Yao Jingyuan | Vzpírání             | Muži do 67,5 kg                            |
| Zlato   | Xu Haifeng | Sportovní střelba    | Muži 50 metrů libovolná pistole            |
| Zlato   | Wu Xiaoxuan | Sportovní střelba    | Ženy 50 metrů libovolná malorážka 3×20 ran |
| Zlato   | Li Yuwei | Sportovní střelba    | Muži 50 metrů průběžný cíl                 |
| Zlato   | Zho Jihong | Skoky do vody        | Ženy věž 10 m                              |
| Zlato   | Luan Ťü-ťie | Šerm                 | Ženy fleret                                |
| Stříbro | Zhou Peishun | Vzpírání             | Muži do 52 kg                              |
| Stříbro | Lai Runming | Vzpírání             | Muži do 56 kg                              |
| Stříbro | Li Ning | Sportovní gymnastika | Muži přeskok                               |
| Stříbro | Lou Yun | Sportovní gymnastika | Muži prostná                               |
| Stříbro | Tong Fei | Sportovní gymnastika | Muži hrazda                                |
| Stříbro | Li Ning Lou Yun Tong Fei Xu Zhiqiang Li Xiaoping Li Yuejiu                                                                                            | Sportovní gymnastika | Družstvo mužů                              |
| Stříbro | Li Lingjuan | Lukostřelba          | Ženy jednotlivci                           |
| Stříbro | Tan Liangde | Skoky do vody        | Muži prkno 3 m                             |
| Bronz   | Ma Yanhong Wu Jiani Zhou Ping Zhou Qiurui Chen Yongyan Huang Qun                                                                                      | Sportovní gymnastika | Družstvo žen                               |
| Bronz   | Li Ning | Sportovní gymnastika | Muži víceboj – jednotlivci                 |
| Bronz   | Chen Yuefang Li Xiaoqin Ba Yan Song Xiaobo Qiu Chen Wang Jun Xiu Lijuan Zheng Haixia Cong Xuedi Zhang Hui Liu Qing Zhang Yueqin                       | Basketbal            | Turnaj žen                                 |
| Bronz   | Ču Ťien-chua | Atletika             | Muži skok vysoký                           |
| Bronz   | Wu Xingjiang He Jianping Zhu Juefeng Zhang Weihong Gao Xiumin Wang Linwei Liu Liping Sun Xiulan Liu Yumei Li Lan Wang Mingxing Chen Zhen Zhang Peijun | Házená               | Turnaj žen                                 |
| Bronz   | Li Kongzheng | Skoky do vody        | Muži věž 10 m                              |
| Bronz   | Huang Shiping | Sportovní střelba    | Muži 50 metrů průběžný cíl                 |
| Bronz   | Wang Yifu | Sportovní střelba    | Muži 50 metrů libovolná pistole            |
| Bronz   | Wu Xiaoxuan | Sportovní střelba    | Ženy 10 metrů vzduchová puška              |